# Grallaire ondée
Grallaria squamigera
Espèce
Statut de conservation UICN

 LC  : Préoccupation mineure
La Grallaire ondée (Grallaria squamigera) est une espèce d'oiseau de la famille des Grallariidae.

## Description
Cet oiseau mesure environ 23 cm de longueur pour une masse de 105 à 174 g. 

## Répartition
Cette espèce est présente au Venezuela, en Colombie, en Équateur, au Pérou et en Bolivie

## Habitat
Son habitat naturel est subtropical ou des forêts tropicales humides.